# نره‌گاو مکانیکی (آلبوم)
«نره‌گاو مکانیکی» (به انگلیسی: Mechanical Bull) آلبومی از کینگز آو لئون است که در سال ۲۰۱۳ میلادی منتشر شد.
این آلبوم در چارت‌های ایرلند، استرالیا، نیوزلند، بریتانیا در رتبه اول و در چارت‌های ایتالیا، نروژ، اسپانیا، هلند، آمریکا، دانمارک، لهستان، فلاندرز، سوئیس، پرتغال، اتریش، جزو ده آلبوم اول قرار گرفت.